# カタルーニャ語の日本語表記
カタルーニャ語の日本語表記（カタルーニャごのにほんごひょうき）では、スペイン北東部で使われているカタルーニャ語を日本語の仮名文字に転写する方法を示す。一部の表記の揺れについても記した。カタルーニャ語と綴りが似た言語であるスペイン語についてはスペイン語の日本語表記を参照。

## 日本語で表せない強勢の問題点
カタルーニャ語は他のロマンス語と同様音節制御型言語 (Syllable-timed language) であるため、単語を発音する際、強く発音する強勢の位置によって意味が変化する。単語中の強勢は1カ所に限定されている。日本語の文章中でカタルーニャ語の強勢の位置を示す方法は確立されていない。
具体例を挙げると、maquinaという単語では、前方に強勢を置いてmàquinaと発音すると「機械」 (machine) という意味になり、平板に発音すると「下心を持っている」 (he thinks machiavellianly) という意味になる。cantaではより複雑である。平板に発音すると「歌う」 (He/She/It sings.) という意味になり、Cantàと発音すると「歌った」 (He/She/It sang.) という意味になる。cantaの変化形であるcantaraは、強勢がない場合「私が歌った」(I Sang)、cantaràと発音すると「歌うだろう」(He/she/it will sing.) となる。cantesでは平板な発音なら「あなたが歌う」だし、後方に強勢を置くと「私が歌った」(I sang.) だ。
どの母音が強勢となるかは規則的である。
1. アクセント記号の付いた母音 (à, è, é, í, ò, ó, ú)
2. アクセント記号がない場合は、子音で終わる単語の最後の母音。ただし以下の母音と子音の組み合わせを除く (as, es, is, os, us, en, in)
3. これ以外の場合は、最後から2番目の母音に強勢を置く。ただし、アクセント記号のない3つの母音が存在するときは例外である。このときは、3つのうちの最初のものの後ろに強勢をおかなければならない。

アクセント記号のうち、é, è と ó, ò についてはカタルーニャ語の発音の違いを表しているものの、日本語の表記では常に「エ」、「オ」と書かれる。

## 方言の発音と日本語表記
カタルーニャ語の方言についても言及が必要である。例えばバルセロナ地域での例を示すと、強勢がない音節に含まれるa やe は中間的な発音となり、日本語で表記すると「ア」となる。さらにバルセロナ方言ではo とu はいずれも「オ」とは聞こえず「ウ」と発音しているとしか聞こえない。しかしながら日本語では表にある通りに表記するのがよいだろう。なぜならば、書き言葉として相応しいからである。

## 日本語表記に変換する方法
以下の表に挙げた規則に従ってアルファベットをカタカナで記述することにより、カタルーニャ語の原語とほぼ同じ発音の日本語表記に変えることができる。
| カタルーニャ語の綴り                             | 仮名の表記 |
| 単独の a, i, u, e, o                             | ア、イ、ウ、エ、オ |
| ba, bi, bu, be, bo, 単独の b                     | バ、ビ、ブ、ベ、ボ |
| ca, ci, cu, ce, co, 単独の c                     | カ、シ、ク、セ、コ |
| ha, hi, hu, he, ho, 単独の h                     | ア、イ、ウ、エ、オ（h は発音しない、またはハ、ヒ、フ、ヘ、ホ。擬声語やカタルーニャ語以外からの借入語でのみ使われる。例えば hàmster ハムスター） |
| da, di, du, de, do, 単独の d                     | ダ、ディ、ドゥ、デ、ド |
| fa, fi, fu, fe, fo, 単独の f                     | ファ、フィ、フ、フェ、フォ |
| ga, gi, gu, ge, go, 単独の g                     | ガ、ジ、グ、ジェ、ゴ |
| gua, gui, gue, guo, güe, güi                     | グア、ギ、ゲ、グオ、グエ、グイ |
| qua, qui, que, quo, qüi, qüe                     | クア、キ、ケ、クオ、クイ、クエ |
| ja, ji, ju, je, jo                               | ジャ、ジ、ジュ、ジェ、ジョ（またはハ、ヒ、フ、ヘ、ホ。スペイン語からの借入語でのみ使われる）                                                    |
| ka, ki, ku, ke, ko                               | カ、キ、ク、ケ、コ（カタルーニャ語以外からの借入語でのみ使われる）                                                                              |
| la, li, lu, le, lo, 単独の l                     | ラ、リ、ル、レ、ロ |
| l·la, l·li, l·lu, l·le, l·lo, 単独の l           | ラ、リ、ル、レ、ロ |
| ça, çu, ço                                       | サ、ス、ソ |
| lla, lli, llu, lle, llo                          | リャ、リ、リュ、リェ、リョ（ジャ、ジ、ジュ、ジェ、ジョ）                                                                                        |
| ma ,mi, mu, me, mo, 単独の m                     | マ、ミ、ム、メ、モ |
| na, ni, nu, ne, no, 単独の n                     | ナ、ニ、ヌ、ネ、ノ |
| nya, nyi, nyu, nye, nyo                          | ニャ、ニ、ニュ、ニェ、ニョ |
| pa, pi, pu, pe, po, 単独の p                     | パ、ピ、プ、ペ、ポ |
| ra, ri, ru, re, ro, 単独の r                     | ラ、リ、ル、レ、ロ、ル |
| rra, rri, rru, rre, rro                          | ラ、リ、ル、レ、ロ |
| 母音+sa, 母音+si, 母音+su, 母音+se, 母音+so      | 母音+ザ、母音+ジ、母音+ズ、母音+ゼ、母音+ゾ |
| 子音+sa, 子音+si, 子音+su, 子音+se, 子音+so      | 子音+サ、子音+シ、子音+ス、子音+セ、子音+ソ |
| ssa, ssi, ssu, sse, sso                          | サ、シ、ス、セ、ソ |
| ta, ti, tu, te, to, 単独の t                     | タ、ティ、トゥ、テ、ト |
| va, vi, vu, ve, vo, 単独の v                     | バ、ビ、ブ、ベ、ボ（ヴァ、ヴィ、ヴ、ヴェ、ヴォ）                                                                                                |
| wa, wi, wu, we, wo                               | ワ、ウィ、ウ、ウェ、ウォ（カタルーニャ語以外からの借入語でのみ使われる）                                                                        |
| 母音+xa, 母音+xi, 母音+xu, 母音+xe, 母音+xo      | 母音+シャ、母音+シ、母音+シュ、母音+シェ、母音+ショ                                                                                             |
| 子音+xa, 子音+xi, 子音+xu, 子音+xe, 子音+xo      | 子音+シャ、子音+シ、子音+シュ、子音+シェ、子音+ショ                                                                                             |
| 母音+ixa, 母音+ixi, 母音+ixu, 母音+ixe, 母音+ixo | 母音+シャ、母音+シ、母音+シュ、母音+シェ、母音+ショ                                                                                             |
| txa, txi, txu, txe, txo, 単独の tx               | チャ、チ、チュ、チェ、チョ |
| za, zi, zu, ze, zo, 単独の z                     | ザ、ジ、ズ、ゼ、ゾ |
| 単独の b, c, d, f, g, k, l, ll                   | ブ、ク、ド、フ、ク、ク、ル、ユ |
| 単独の m, n, p, r, s, t, z, tx                   | ン（ム）、ン、プ、ル、ス、ト、ズ、チ |
| 母音+ig, 子音+ig                                 | 母音+チ、子音+イチ |